# 长芦街道
长芦街道是中华人民共和国江苏省南京市六合区下辖的一个街道办事处。
2012年8月17日，江苏省人民政府批复同意将玉带镇与长芦街道办事处合并，设立新的长芦街道办事处。街道办事处驻白玉路58号。

## 行政区划
长芦街道下辖以下村级行政区划单位：
长芦中心社区、留左社区、陆营社区、六甲社区、普东社区、白玉社区、玉带村、小摆渡村、通江集村、新犁村和滨江村。